# Prêmio Dickson de Ciências
O Prêmio Dickson de Ciências (em inglês:  Dickson Prize in Science) foi instituído em 1969 por Joseph Z. Dickson e Agnes Fischer Dickson. Diversos de seus laureados também foram agraciados com o Prêmio Nobel. É concedido anualmente pela Universidade Carnegie Mellon, em reconhecimento àqueles que "avançaram de forma notável o campo das ciências".

## Recipientes
- 1970 Richard Bellman
- 1971 George Palade e Keith Roberts Porter
- 1972 Francis L. Ver Snyder
- 1973 Elias James Corey
- 1974 David M. Geiger
- 1975 - não concedido
- 1976 - não concedido
- 1977 John H. Sinfelt
- 1978 Seymour Benzer
- 1979 - não concedido
- 1980 John Werner Cahn
- 1981 - não concedido
- 1982 Harden McConnell
- 1983-84 Edward Fredkin
- 1985 Norman Davidson
- 1986 Benjamin Widom
- 1987 Mitchell Feigenbaum
- 1988 Joan Steitz
- 1989 Richard E. Dickerson
- 1990 Frank Sherwood Rowland
- 1991 David Botstein
- 1992 Paul Christian Lauterbur
- 1993 Vera Rubin
- 1994 Raymond Kurzweil
- 1995 Leland Hartwell
- 1996 John P. Hirth
- 1997 Walter Alvarez
- 1998 Peter Shor, 25th recipient (Dickson Lecture, Nov. 8, 1999, "Quantum Computing"[1])
- 1999 Howard Raiffa (Dickson Lecture, Tue. April 4, 2000: "Analytical Roots of a Decision Scientist"[2]
- 2000 Alexander Pines (Dickson Lecture, April 11, 2001: "Some Magnetic Moments"[3]
- 2001 Carver Mead (Dickson Lecture, March 19, 2002: "The Coming Revolution in Photography")[4]
- 2002 Robert Langer (Dickson Lecture, Feb. 26, 2003: "Biomaterials And How They Will Change Our Lives")
- 2003 Marc Kirschner (Dickson Lecture, March 30, 2004: "Timing the Inner Cell Cycle"[5])
- 2004 George Whitesides (Dickson Lecture, March 28, 2005: "Assumptions: If common assumptions about the modern world break down, then what could science and technology make happen?")
- 2005 David Haussler (Dickson Lecture, March 9, 2006: "Ultraconserved elements, living fossil transposons, and rapid bursts of change: reconstructing the uneven evolutionary history of the human genome"[6]
- 2006 Jared Diamond (Dickson Lecture, March 26, 2007: "Collapse")[7]
- 2007 Jean Fréchet
- 2008 Richard Karp
- 2009 Saul Perlmutter (Dickson Lecture, March 17, 2010: "Stalking Dark Energy & the Mystery of the Accelerating Universe"[8])
- 2010 David A. Tirrell (Química)
- 2011 Marvin Cohen (Física)
- 2012 François M. M. Morel (Geografia)
- 2013 Karl Deisseroth (Bioengenharia) (Dickson Lecture, 3 de fevereiro de 2014: "Illuminating the Brain"[9])
- 2014 Joseph M. DeSimone (Farmacologia)
- 2015 Judea Pearl (Informática)
- 2016 Chad Mirkin (Nanotecnologia)